# ادبیات صربی
ادبیات صربی (سیریلیک صربی: Српска књижевност) ادبیات متعلق به مردم صرب است که به زبان صربی سخن می‌گویند و در منطقه بالکان ساکن هستند. ادبیات صربی عمدتاً از قرن دوازدهم میلادی گسترش یافت و کارهایی مذهبی در این زبان خلق شد. در سال ۱۴۵۹، پس از اینکه عثمانی‌ها بیشتر صربستان را اشغال کردند، ادبیات مکتوب رو به افول گذاشت اما ادبیات شفاهی در اشکال مختلف مانند اشعار حماسی در مناطق روستایی به شکوفایی ادامه داد. این آثار اغلب در قرن نوزدهم گردآوری و نوشته می‌شد.